# Lepturges fischeri
Lepturges fischeri är en skalbaggsart som beskrevs av Julius Melzer 1928. Lepturges fischeri ingår i släktet Lepturges och familjen långhorningar. Inga underarter finns listade i Catalogue of Life.